# Puycelsi
Puycelsi es una comuna francesa situada en el departamento del Tarn, en la región de Occitania.
La localidad Integra la asociación Les Plus Beaux Villages de France (Los Pueblos más Bonitos de Francia).

## Demografía
| 503 | 535 | 480 | 442 | 453 | 495 | 456 |
| Para los censos de 1962 a 1999 la población legal corresponde a la población sin duplicidades (Fuente: INSEE [Consultar]) |     |     |     |     |     |     |